# Comuna Ceptura, Prahova
Ceptura este o comună în județul Prahova, Muntenia, România, formată din satele Ceptura de Jos (reședința), Ceptura de Sus, Malu Roșu, Rotari și Șoimești.

## Așezare
Comuna Ceptura este situată pe pantele sudice ale Subcarpaților Curburii, în partea prahoveană a podgoriilor Dealu Mare. Satul Ceptura de Jos este locul intersecției între șoselele județene DJ102K (ce o leagă de Urlați spre vest și de Fântânele, Vadu Săpat și Mizil spre est), și DJ102N, care o leagă spre nord de Gornet-Cricov și spre sud de Colceag (unde se intersectează cu DN1B și se termină în DN1D).
Paralela 45 nord trece prin această localitate.

## Demografie
Componența etnică a comunei Ceptura
     Români (88,03%)
     Alte etnii (0,07%)
     Necunoscută (11,89%)
Componența confesională a comunei Ceptura
     Ortodocși (85,72%)
     Penticostali (1,57%)
     Alte religii (0,52%)
     Necunoscută (12,19%)
Conform recensământului efectuat în 2021, populația comunei Ceptura se ridică la 4.019 locuitori, în scădere față de recensământul anterior din 2011, când fuseseră înregistrați 4.717 locuitori. Majoritatea locuitorilor sunt români (88,03%), iar pentru 11,89% nu se cunoaște apartenența etnică. Din punct de vedere confesional, majoritatea locuitorilor sunt ortodocși (85,72%), cu o minoritate de penticostali (1,57%), iar pentru 12,19% nu se cunoaște apartenența confesională.

## Politică și administrație
Comuna Ceptura este administrată de un primar și un consiliu local compus din 13 consilieri. Primarul, Vasile George Stanciu[*], de la Partidul Social Democrat, este în funcție din octombrie 2020. Începând cu alegerile locale din 2024, consiliul local are următoarea componență pe partide politice:
|  | Partid                      | Consilieri | Componența Consiliului | Componența Consiliului | Componența Consiliului | Componența Consiliului | Componența Consiliului | Componența Consiliului | Componența Consiliului | Componența Consiliului | Componența Consiliului |
|  | --------------------------- | ---------- | ---------------------- | ---------------------- | ---------------------- | ---------------------- | ---------------------- | ---------------------- | ---------------------- | ---------------------- | ---------------------- |
|  | Partidul Social Democrat    | 9          |                        |                        |                        |                        |                        |                        |                        |                        |                        |
|  | Partidul Național Liberal   | 3          |                        |                        |                        |                        |                        |                        |                        |                        |                        |
|  | Partidul România în Acțiune | 1          |                        |                        |                        |                        |                        |                        |                        |                        |                        |

## Istoric
Ceptura a făcut parte din județul Saac, până la desființarea acestuia în anul 1847. La sfârșitul secolului al XIX-lea, comuna se afla în plasa Cricovul din județul Prahova, având 6 cătune (cele actuale, plus Valea Gardului, sat absorbit între timp de cel de reședință). Populația totală era de 2338 de locuitori, iar comuna avea o școală de la 1848, frecventată de 151 de copii, și 5 biserici (3 în Ceptura de Sus și de Jos, câte unul în Șoimești și Rotari), plus un mic schit ce aparținea mănăstirii Căldărușani.
În perioada 1925, comuna avea deja actuala componență, făcând parte din aceeași plasă. Temporar, în 1931, i-a fost arondat și satul Bozieni, sat aproape dispărut, aflat pe teritoriul comunei vecine Fântânele.
În 1950, ea a trecut la raionul Urlați al regiunii Prahova, și apoi (după 1952) al regiunii Ploiești. În 1968 a redevenit parte a județului Prahova, reînființat.

## Monumente istorice
Șapte obiective din comuna Ceptura sunt incluse în lista monumentelor istorice din județul Prahova ca monumente de interes local. Patru dintre ele sunt situri arheologice: situl de „sub arie” (satul Ceptura de Jos), cu așezări din neolitic și perioada Latène; așezarea din neoliticul timpuriu din „Vârful Râpei”; situl din „locul lui Dăncescu”, cuprinzând o așezare din perioada Latène și necropole din secolele al V-lea–al VII-lea și din secolul al XVI-lea, ultimele două aflate în satul Ceptura de Sus; și situl de „la Merez” (zona satului Șoimești), cuprinzând două așezări fortificate din Epoca Bronzului, aparținând respectiv culturilor Tei și Glina.
Casa Lina Bărbuceanu (începutul secolului al XIX-lea) din satul Ceptura de Jos este clasificată ca monument de arhitectură. Celelalte două obiective sunt monumente memoriale sau funerare: un ansamblu de două cruci de pomenire (1692 și 1836) din incinta bisericii „Sfântul Nicolae” și „Cuvioasa Paraschiva” din Ceptura de Jos; și o altă cruce de pomenire aflată pe culmea unui deal din Valea Bălana din zona aceluiași sat.

## Personalități născute aici
- Octavian Georgescu (1889 - 1943), general;
- Joița Tănase (n. 1948), procuror;
- Constantin Degeratu (n. 1948), general;
- Georgeta Militaru-Mașca (n. 1954), canotoare.